# Linnea Regnander
Adina Linnea Birgitta Regnander, född 1 april 1993 i Västerås, är en svensk modell bosatt i Stockholm.
Linnea Regnander gick ut från samhällsvetenskapsprogrammet på Kunskapsgymnasiet i Västerås i juni 2012. Regnander är i huvudsak uppvuxen i Västerås, men bodde periodvis i Melbourne som liten.
Linnea Regnander började arbeta som modell genom Stockholmsgruppen vid 16 års ålder. Hon fick sitt genombrott i juli 2010 då hon gick för Valentino Haute couture i Paris. Sedan dess har Regnander gjort visningar för Calvin Klein, Gucci, Alexis Mabille, Miu Miu, Alexander Wang, Salvatore Ferragamo och Elie Saab.
Regnander har även setts i reklamkampanjer för UGG:s, H&M, & Other Stories, Max Mara, Boomerang och GAP samt fotografen Peter Farago och stylisten Ingela Klemetz-Faragos Northern Women in CHANEL som bland annat ställts ut på Fotografiska museet.